# Rehfleisch

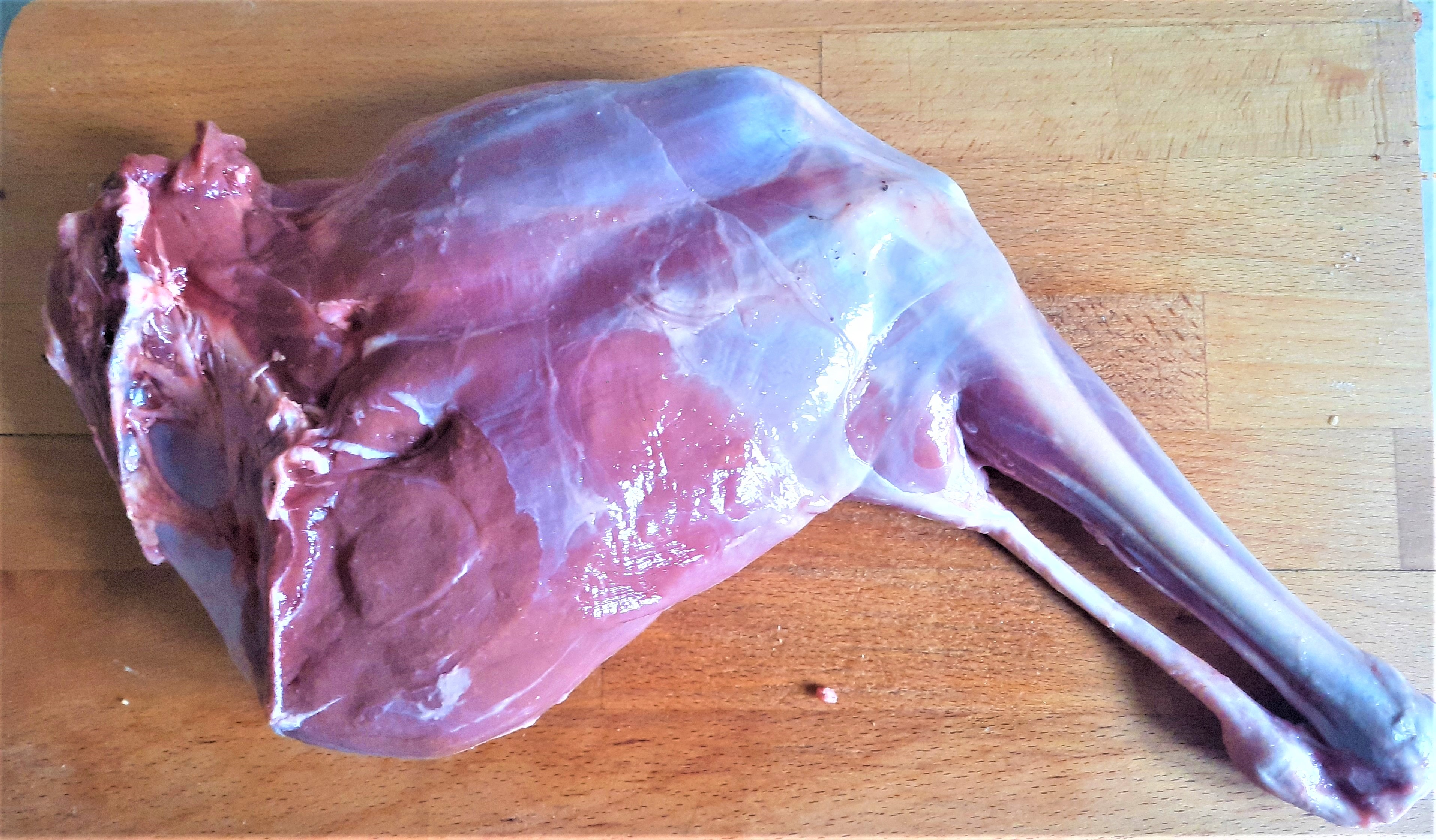
Rehkeule

Rehfleisch bezeichnet das Wildbret von Rehen, die dem Haarwild bzw. Schalenwild und der Untergruppe Niederwild zugeordnet werden. Das Fleisch stammt von freilebenden Tieren oder Gatterwild, das kontrolliert in waldnahen Gehegen gefüttert wird. Fleisch wildlebender Rehe ist fettarmer und feinfaseriger als das des Gatterwildes, ebenso ist auch ein Geschmacksunterschied zwischen beiden Haltungsarten vorhanden. In der Gastronomie wird wegen der besseren Fleischqualität das Schmalreh bevorzugt.

## Aufteilung und Zubereitung

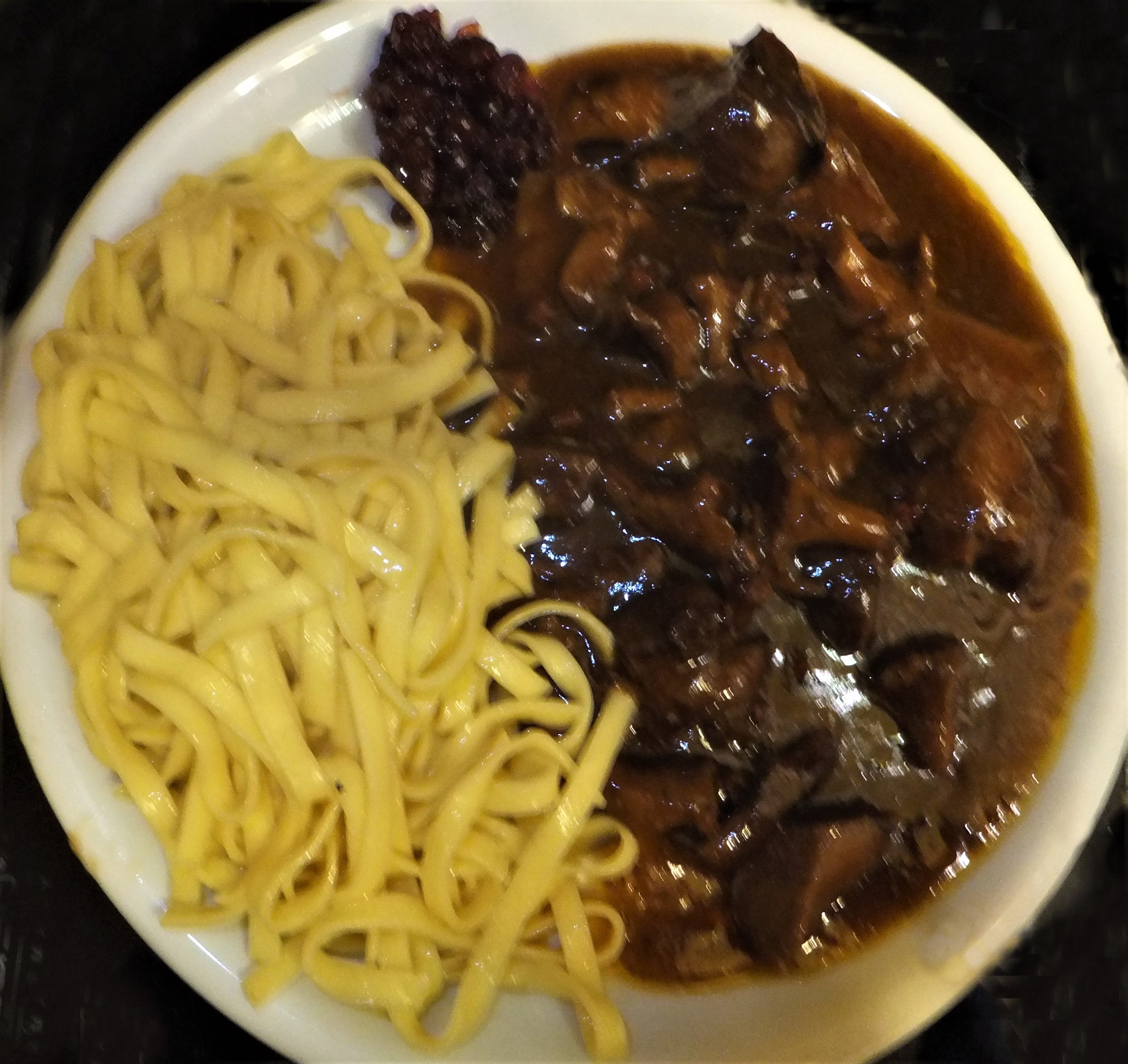
Rehragout

Jedes Reh hängt zur Reifung vier bis sechs Tage aufgebrochen (Därme und Innereien entnommen) in der Decke (im Fell) in der Kühlung. Dann wird das Tier zerlegt (zerwirkt). Dabei werden die beiden Vorderläufe, das Halsstück, linke und rechte Brustrippen mit den Bauchlappen abgetrennt, genauso wie die Keulen vom Rücken. Rehfleisch wird stets gehäutet, pariert und heute nicht mehr gespickt. Jungtiere haben ein feinfaseriges, helles Fleisch, das heute nicht mehr gebeizt zubereitet wird. Ältere Rehe haben grobfaseriges, dunkleres Fleisch. Beizen und Spicken waren zu früherer Zeit Mittel, um den unangenehmen Geruch und Geschmack des verderbenden Fleisches zu überdecken. Durch moderne Kühlung und die Möglichkeit des Einfrierens wird heute höchstens aus Nostalgie noch gebeizt. Spicken widerspricht moderner, fettarmer Kochweise.
Zum Rehbraten rechnet man den Rehrücken und die beiden Schlegel (Keulen). Um beim Braten das Wölben des Rehrückens zu verhindern, kann man einen glühenden Eisenstab durch den Rückenmarkskanal stecken.
Das Brustfleisch, die Schultern und der Hals werden für Kleingerichte (Ragouts, Pfeffer, Gulyás) oder Farcen für Pasteten verwendet. Aus den Keulen (Schlegeln) können Filets, Steaks, Medaillons oder Schnitzel geschnitten werden, dafür muss der Knochen zuerst ausgelöst werden.

## Liste von Rehgerichten

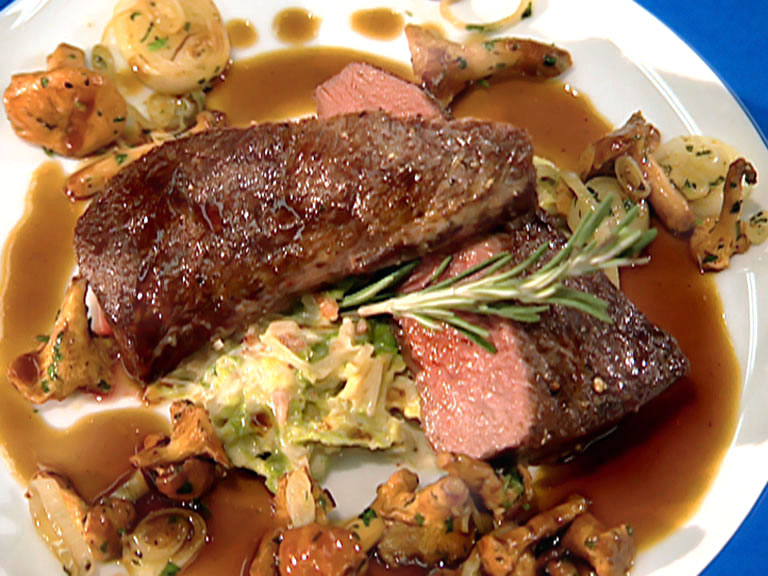
Rehrücken

- Rehbraten werden wahlweise zubereitet aus:
  - Rehrücken
  - Rehschlegel, auch: Rehkeule, wird hohl ausgelöst, gehäutet, gewürzt und zusammen mit Wurzelwerk gebraten
  - Rehschulter, wird ausgelöst und wie Rehkeule zubereitet
- Rehpfeffer

## Belege
1. ↑  Möhring, Jennifer., Erbersdobler, Helmut F.: Lebensmittel-Warenkunde für Einsteiger. Springer, Berlin 2010, ISBN 978-3-642-04485-4, S. 71–72 (google.de [abgerufen am 11. April 2019]).
2. 1 2  Herrmann, F. Jürgen: Lehrbuch für Köche. Handwerk und Technik, Hamburg 1999, ISBN 3-582-40055-7, S. 243–245.
3. ↑  Teubner: TEUBNER Klassiker: Über 300 internationale Rezepte mit Tipps und Varianten von Johann Lafer. Teubner, ein Imprint von GRÄFE UND UNZER Verlag GmbH, 2012, ISBN 978-3-8338-2528-6, S. 407 (google.de [abgerufen am 28. Mai 2019]).
4. ↑  Franz Maier-Bruck: Das große Sacher Kochbuch. Reh. Wiener Verlag, Wien 1975, S. 370.